# Undercut: l'oro di legno
Undercut: l'oro di legno è un programma televisivo prodotto da GiUMa Produzioni e trasmesso su DMAX.

## Trama
La serie segue l'attività di quattro team di boscaioli (due trentini e due veneti) impegnati nel compito di recuperare più legna possibile nelle foreste del Trentino e dell’Altopiano del Cansiglio travolte dalla tempesta Vaia nell'ottobre 2018.
A partire dalla quinta stagione, si è aggiunto il team Z-Holz, che ha sostituito il team Morandini. La sesta stagione è stata pubblicata a partire dal 30 agosto 2023 mentre la settima stagione è andata in onda dal 28 agosto 2024. 
I team, seguiti dalla troupe per otto settimane, sono denominati Team Giacomelli, Team Morandini, Team Sambugaro, Team Zoppè e  Team Z-Holz..
Nella settima stagione conosciamo anche il Team Bucci alle prese con la pulitura degli alvei dei fiumi dopo l'alluvione in Emilia-Romagna. In questa stagione ci sarà brevemente anche il Team Ceri giovane e numeroso ma non sarà più presente il Team Sambugaro.

## Episodi

### Prima stagione
| Episodi | Prima TV Italia |
| ------- | --------------- |
| 1       | 11 giugno 2019  |
| 2       | 18 giugno 2019  |
| 3       | 25 giugno 2019  |
| 4       | 2 luglio 2019   |

### Seconda stagione
| Episodi | Titolo                 | Prima TV Italia  |
| ------- | ---------------------- | ---------------- |
| 1       | Nuove sfide            | 1º dicembre 2019 |
| 2       | Corsa contro il tempo  | 8 dicembre 2019  |
| 3       | Grave imprevisto       | 15 dicembre 2019 |
| 4       | Emergenza              | 22 dicembre 2019 |
| 5       | La festa del boscaiolo | 29 dicembre 2019 |

### Terza stagione
| Episodi | Titolo           | Prima TV Italia |
| ------- | ---------------- | --------------- |
| 1       | Al lavoro        | 23 luglio 2020  |
| 2       | Nuove difficoltà | 30 luglio 2020  |
| 3       | Uno per tutti    | 6 agosto 2020   |
| 4       | Mai fermarsi     | 13 agosto 2020  |
| 5       | Ultimi sforzi    | 20 agosto 2020  |

### Quarta stagione
| Episodi | Prima TV Italia |
| ------- | --------------- |
| 1       | 8 luglio 2021   |
| 2       | 15 luglio 2021  |
| 3       | 29 luglio 2021  |
| 4       | 5 agosto 2021   |
| 5       | 12 agosto 2021  |

### Quinta stagione
| Episodi | Titolo                     | Prima TV Italia |
| ------- | -------------------------- | --------------- |
| 1       | Il bostrico                | 9 giugno 2022   |
| 2       | Più difficile del previsto | 16 giugno 2022  |
| 3       | Nuove soluzioni            | 23 giugno 2022  |
| 4       | Nonostante tutto           | 30 giugno 2022  |
| 5       | Carichi pesanti            | 7 luglio 2022   |

### Sesta stagione
| Episodi | Titolo                          | Prima TV Italia   |
| ------- | ------------------------------- | ----------------- |
| 1       | Nuovi inizi e clienti difficili | 30 agosto 2023    |
| 2       | La casa sull'albero             | 6 settembre 2023  |
| 3       | Esami e vendette                | 13 settembre 2023 |
| 4       | Un tuffo nel passato            | 20 settembre 2023 |
| 5       | Una diga da salvare             | 27 settembre 2023 |
| 6       | Le consegne                     | 4 ottobre 2023    |

### Settima stagione
| Episodi | Titolo                 | Prima TV Italia   |
| ------- | ---------------------- | ----------------- |
| 1       | Il diluvio             | 28 agosto 2024    |
| 2       | Scintille              | 4 settembre 2024  |
| 3       | Nuovi inizi            | 11 settembre 2024 |
| 4       | Messi alla prova       | 18 settembre 2024 |
| 5       | A vela e a motore      | 25 settembre 2024 |
| 6       | Il richiamo del sangue | 2 ottobre 2024    |